# Hoh Xil Shan
Hoh Xil Shan (Kekexili Shan; chiń. 可可西里山; pinyin Kěkěxīlǐ Shān; mong.: ᠬᠥᠬᠡ ᠰᠢᠯ, Köke sil; tyb.: ཨ་ཆེན་གངས་རྒྱལ།, Wylie: a chen gangs rgyal, ZWPY: Aqênganggyai) – pasmo górskie w południowo-zachodnich Chinach, w centralnej części Kunlunu. Rozciąga się na długości ponad 700 km i wznosi się ze wschodu na zachód (średnia wysokość wynosi ok. 5000–6000 m n.p.m.). Najwyższy szczyt (Gangzhari) osiąga wysokość 6305 m n.p.m. Pasmo składa się z wielu oddzielnych masywów, które charakteryzują się płaskimi szczytami. W wysoko położonych równinach między masywami znajdują się liczne jeziora słone. W części zachodniej i centralnej pasma występują także lodowce górskie. Dominuje krajobraz chłodnej pustyni wysokogórskiej.